# باسكال بوير
باسكال بوير (بالفرنسية: Pascal Boyer)‏ هو عالم إنسان وعالم نفس فرنسي، ولد في القرن العشرين في فرنسا.

## وصلات خارجية
- الموقع الرسمي